# Dire Tuneová
Dire Tuneová (* 19. června 1985) je etiopská atletka, běžkyně na dlouhé vzdálenosti.
V současnosti je světovou rekordmankou v hodinovce výkonem 18 517 metrů. Toho dosáhla na mítinku Zlatá tretra v Ostravě v roce 2008. Ve stejném roce se také stala vítězkou prestižního bostonského maratonu a reprezentovala na letních olympijských hrách v Pekingu, kde maraton dokončila v čase 2.31:16 na 15. místě. Třikrát absolvovala maraton také na světových šampionátech (Helsinky 2005, Ósaka 2007, Berlín 2009), avšak bez větších úspěchů.

## Osobní rekordy
- Běh na 10 000 metrů – 31:40 – 28. únor 2010, San Juan
- Hodinovka – 18 517 m – 12. červen 2008, Ostrava  (Současný světový rekord)
- Půlmaraton – 1.07:18 – 20. únor 2009, Rás al-Chajma
- Maratonský běh – 2.23:44 – 31. říjen 2010, Frankfurt nad Mohanem